# Stachys arvensis
Stachys arvensis là một loài thực vật có hoa trong họ Hoa môi. Loài này được (L.) L. miêu tả khoa học đầu tiên năm 1763.

## Hình ảnh

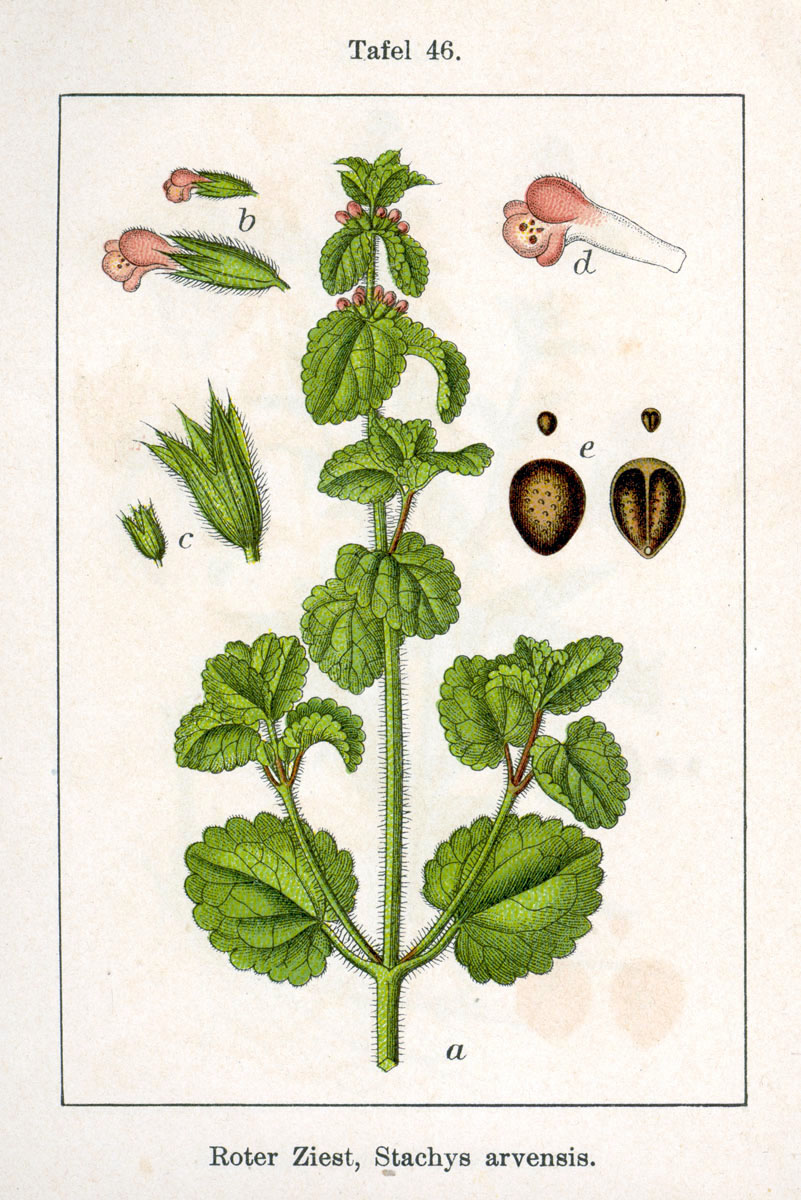
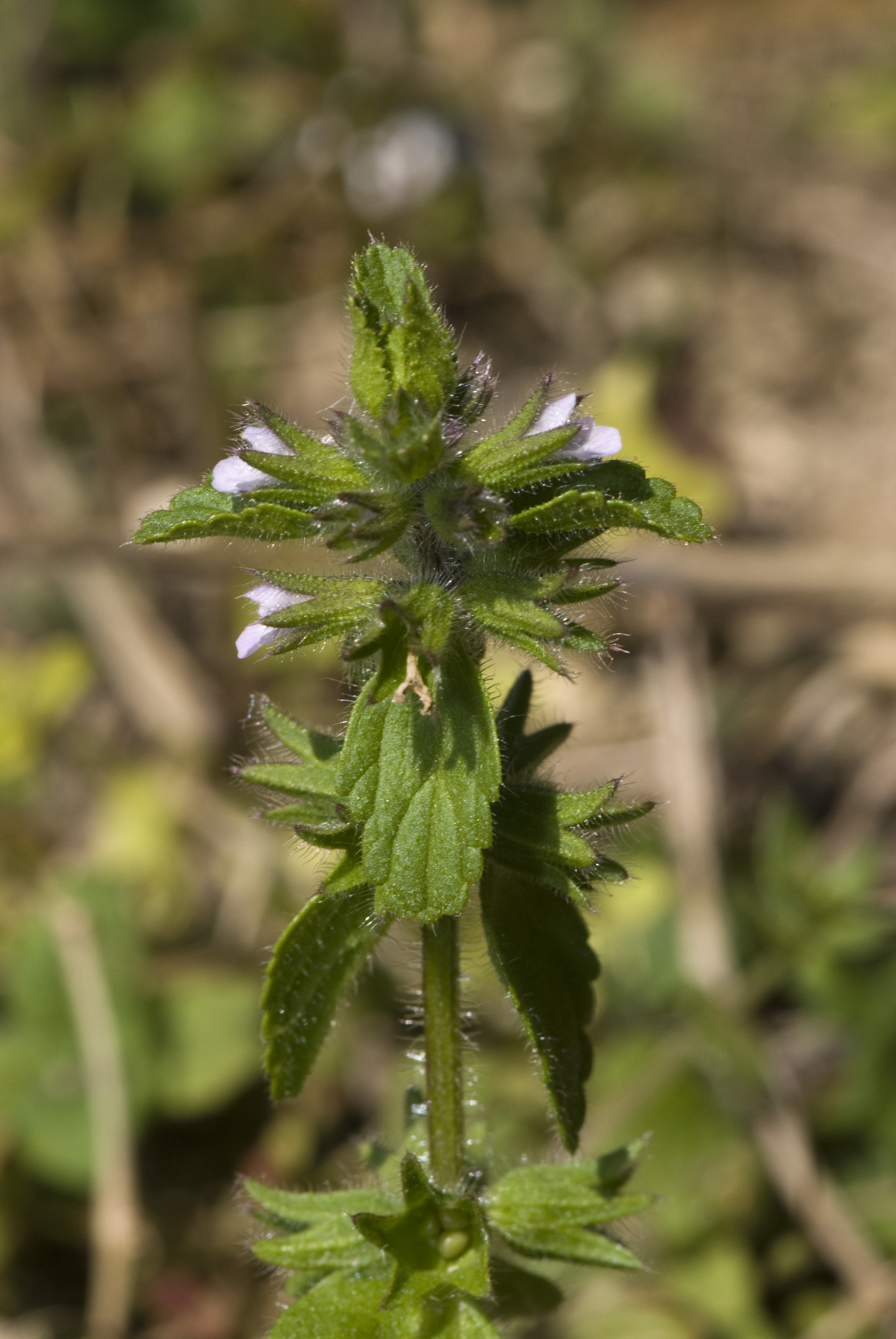
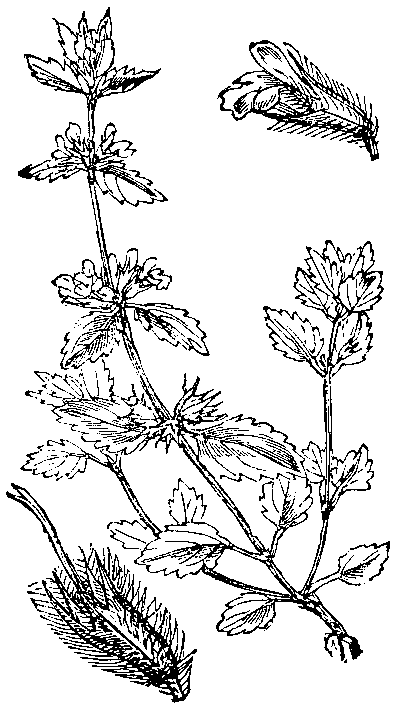
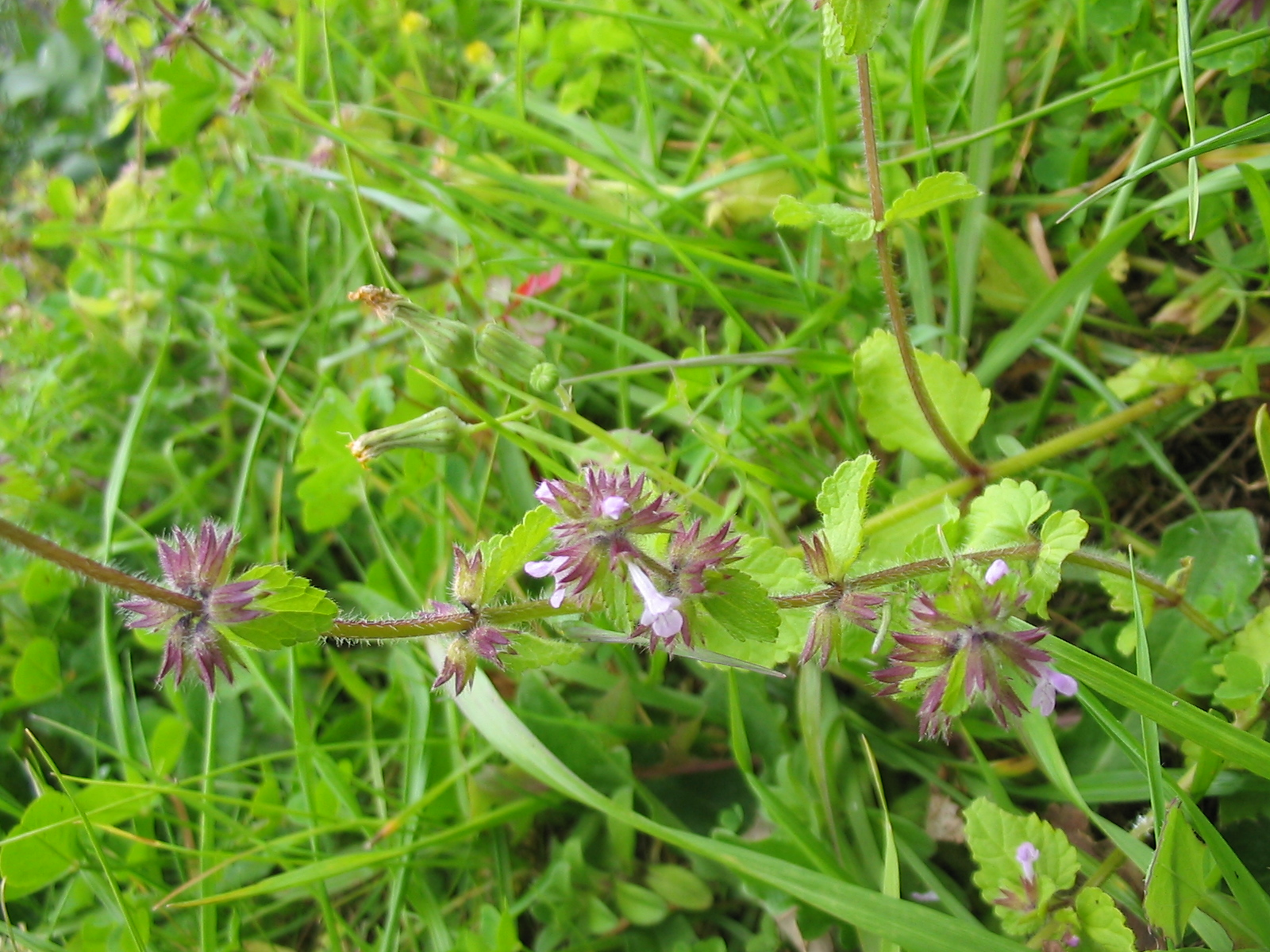